# Калкон (бронеавтомобиль)
ЛБА Калкон («Qalqon» от узб. «Щит») — узбекистанский бронеавтомобиль, предназначенный для охраны и сопровождения колонн, санитарной перевозки, ведения инженерной, радиационной, химической и биологической разведки и огневой поддержки.
Тактико-технические характеристики Калкон, изготовленного «с нуля» на основе конструкторской документации специалистов отрасли, были усовершенствованы в результате проведенных испытаний. Экспертами подтверждено соответствие тактико-технических характеристик броневика требованиям Вооруженных Сил Узбекистана и признанных международных стандартов
В настоящее время ЛБА «Калкон» поступил в серийное производство. Изготовленные автомобили поступят в подразделения Вооруженных сил республики

## Примечание
1. ↑  Стартовало серийное производство бронемашины Qalqon. Газета.uz. Дата обращения: 28 июня 2024. Архивировано 27 июня 2024 года.
2. ↑  Узбекистан запустил серийное производство бронеавтомобилей Qalqon собственной разработки. Podrobno.uz. Дата обращения: 28 июня 2024. Архивировано 28 июня 2024 года.
3. ↑  Узбекистан начал выпускать бронемашины. uz.sputniknews.ru. Дата обращения: 28 июня 2024.